# Короніда
Короні́да (грец. Koronis), персонажка давньогрецьких міфів:
1. дочка царя лапітів Флегія, коханка Аполлона, від якого народила сина Асклепія. Перед пологами Короніда, побоюючись, що Аполлон розлюбить її, вийшла за Ісхія з Аркадії. Розгнівана Артеміда помстилася за брата, обернувши Короніду на вогнище, однак Аполлон урятував з полум'я Асклепія, який мав народитися;
2. фокідська царівна, яку Афіна обернула на ворону, щоб урятувати від переслідувань Посейдона.